# مواد تغییر فاز زیستی
مواد Biopcm:
یکی از تولیدکنندگان تغییر فاز راه‌های انرژی،Biopcm است که مواد pcm پایدار ساخته شده از سویا و نخل روغن‌های زیستی تولید می‌کند،این مواد مجموعه‌ای از سلول‌های جداگانه کوچک هستند،که به صورت رول از یک ورق تشکیل می‌شوندو دارای روکشی از جنس پلاستیک بادوام در مقابل آتش سوزی است.برای تثبیت دمای داخلی با مواد تغییر فاز عمل می‌کند،برای نصب بسیار ساده است.

## سقف drop
با قرار دادن biopcmatTM به حفره سقف،در بالای کاشی سقف یکی از ساده ترین،کم هزینه‌ترین برنامه‌های کاربردی مؤثر biopcmat امکان‌پذیر است.بر خلاف عایق حرارتی در مواد تغییر فاز فقط نیاز به پوشش 70%از منطقه است.نصب و راه اندازی آن سریع است.

## Bio PCM_AboveDeckMetalRoof
biopcmatTM نصب شده در سقف همراه با مقاوم سازی فلز پانل که به شدت شار سقف،بارهای خنک‌کننده تولید می‌کند و هر دو خنک‌کننده هستند و مصرف انرژی و حرارت را کاهش می دهند.تکنولوژی سقف سرد،ایجاد صرفه جویی قابل توجهی در طیف گسترده‌ای از مناطق آب و هوایی را به همراه دارد.سقف‌های پانل فلزی شامل یک پوشش سرد سقف برای به حداقل رساندن افزایش حرارت خورشیدی است.

## BioPHASE CV
از طریق همکاری با شرکت PCES انجام گرفته شده‌است.یک سری از محصولات عایق یکپارچه است که ترکیب biopcmatTM خود را  با راندمان فوق عایق‌های بالا یه تولید محصول BioPHASE CV پرداخته است. BioPHASE CV را می‌توان با تهویه به خارج از منزل،در داخل نصب شده یا می‌توان با عایق در بالا یا زیر biopcmatTM پیکر بندی شود.این ترکیب بهینه بارهای خنک‌کننده در طول دوره‌های گرم را کاهش می‌دهد و بار گرمایشی در طول دوره‌های سرد با انسداد پل حرارتی از عایق به هم پیوسته و خواص حرارتی پویا در مواد تغییر فاز را کاهش می‌دهد.

## BioPCM Stud Walls
در ساخت و ساز جدید،رایج‌ترین روش نصب و را هندازی است.
جهت ساختمان در این روش بسیار با اهمیت است و در صورتی که جهت گیری‌های دیگر در دسترس نباشد،جهت شمال توصیه می‌شود.biopcmatTM فراتر از عایق با ارائه ذخیره‌سازی ارژی حرارتی،تا حد زیادی کاهش شار حرارتی دیوار و مصرف ارژی را دارد.
جابجایی بارهای خورشیدی در طول روز به شب این اجازه را می‌دهد تا ساختمان انرژی خود را بازیابد.این چرخه از سیستم حرارتی HVAC،زمان اجرا،تعمیر و نگهداری،اندازه سیستم،با بالا بردن محدوده آسایش انسان،مصرف انرژی را کاهش می‌دهد.
1. ↑  «نسخه آرشیو شده». بایگانی‌شده از اصلی در ۲۱ فوریه ۲۰۱۴. دریافت‌شده در ۵ فوریه ۲۰۱۴.
2. 1 2  «نسخه آرشیو شده». بایگانی‌شده از اصلی در ۳ فوریه ۲۰۱۵. دریافت‌شده در ۵ فوریه ۲۰۱۴.